# 2006 en Bretagne
 Chronologie de la Bretagne
- 2002
- 2003
- 2004
- 2005
- 2006
- 2007
- 2008
- 2009
- 2010

Cette page recense des événements qui se sont produits durant l'année 2006 en Bretagne.

## Infrastructures

### Constructions
- Les Champs libres inaugurés à Rennes.